# 坡地蠕动
蠕动（地貌学），即为斜坡上的松散堆积物或表面岩层在自身重力作用下，顺坡向下发生长期缓慢的移动现象。坡地蠕动主要出现在15°-35°的坡地上，坡度较大的坡地，难以保存黏土和水分，而＜15°的坡地重力作用效果不明显。坡地物质的蠕动减小了与下垫面之间的黏合力，增加了坡面滑坡、崩塌、错落发生的频率和强度。蠕动在短时间内无法察觉，但经过长期积累或使地下管道扭断、墙体扭裂等。

## 性质

### 特点
- 蠕动速度极为缓慢，每年仅几毫米至数厘米。
- 蠕动体和不动体之间不存在明显的滑动面或界面，两者间的形变量和蠕动量是渐变过渡的。
- 坡地蠕动主要出现在15°-35°的坡地上。

### 产生因素
蠕动的发生主要取决于蠕动体的重力和岩土体的内在因素，而地下水则起了润滑剂的作用，促使斜坡表面岩土体蠕移。

### 分类
根据蠕动的规模和岩土体性质，可将蠕动划分为两大类型：
- 松散层蠕动，指斜坡上的岩石松散碎屑或表层土体由于干湿度、冷热温差而引起体积的涨缩，并在重力作用下顺坡向下发生极其缓慢的蠕动的现象。亦称岩屑蠕动。发生松散层蠕动的基本因素是较强有力的温差和干湿变化、一定的黏土含量和一定的地面坡度。
- 岩层蠕动，指斜坡上的岩体在自重的长期作用下，发生岩层向临空面的十分缓慢的由松弛、张裂、弯曲直至倒转的变形现象。引起岩层蠕动的主要是在湿热地区由于干湿和温差变化造成，在寒冷地区是由冻融作用所致。另外，山地地区的坡面物质的运动常有发生，一旦发生快速的、大规模式的块体运动时也会有很大的破坏性。